# Bleskojistka
Bleskojistka je zařízení, které chrání elektrická vedení a přístroje před bleskem, případně i před přepětím jiného původu. Nejjednodušší bleskojistka je jiskřiště se dvěma elektrodami: jedna je spojena s chráněným vodičem, druhá se zemí. Při výrazném překročení nominálního napětí vznikne mezi elektrodami elektrický výboj, který energii svede do země. U moderních bleskojistek bývá jiskřiště umístěno v ochranné atmosféře, často v keramické trubičce.
Jako bleskojistka může sloužit i neonová trubice nebo jiná výbojka s vysokým startovacím napětím nebo polovodičový prvek (varistor, tyristor, Zenerova dioda).

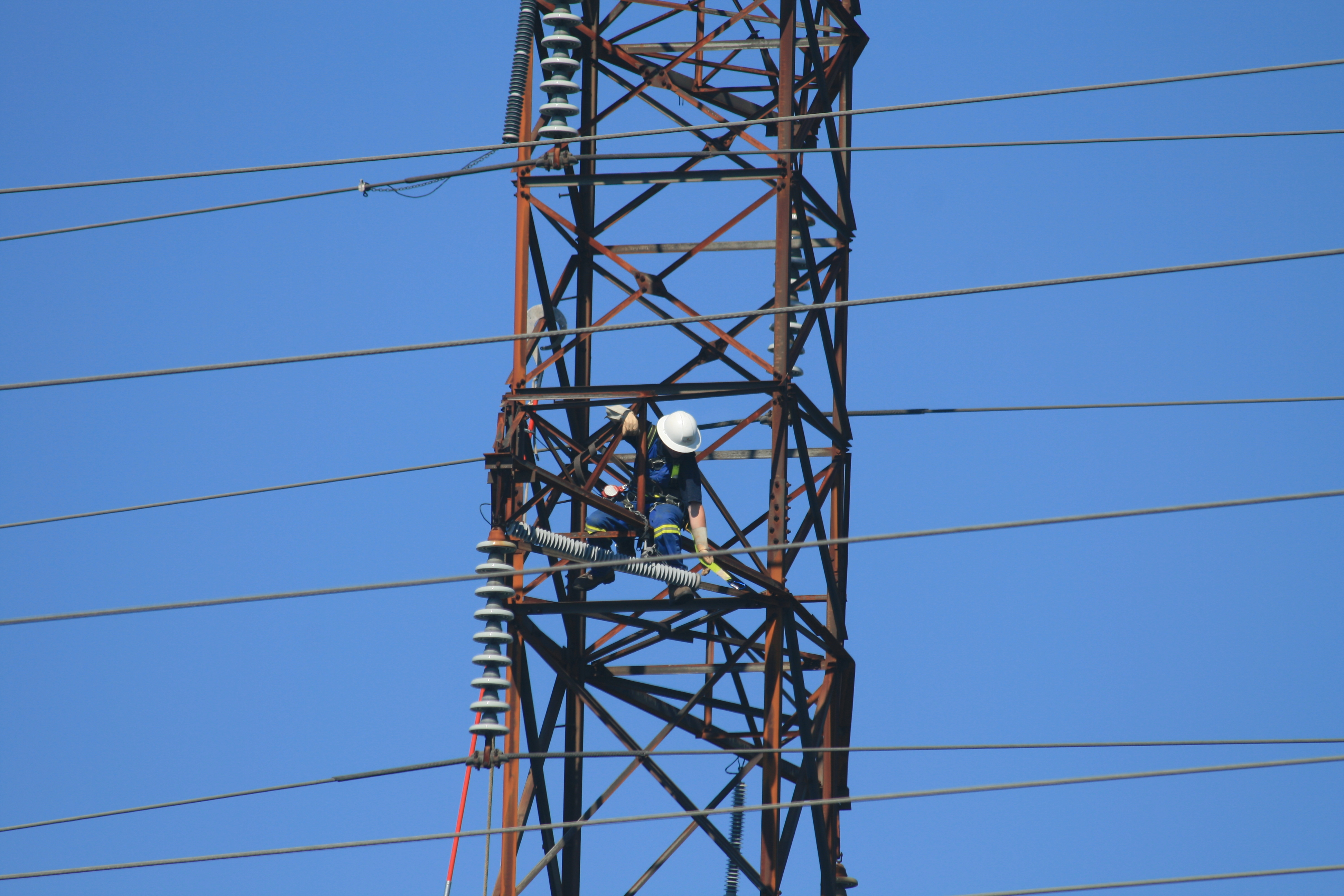
Oprava vnější bleskojistky na stožáru VVN

## Parametry
Základními charakteristikami bleskojistky je startovací čili průrazné napětí, při němž bleskojistka začne vést proud, spínací doba čili interval mezi příchodem napěťové špičky a spuštěním, maximální proud a případně výkon.
Výboj vznikne tak, že se prostředí jiskřiště ionizuje a jeho elektrický odpor prudce poklesne. Konstrukce bleskojistky musí zajistit, že po poklesu napětí výboj spolehlivě zhasne.

## Vnější bleskojistka
Slouží k ochraně vnějších elektrických vedení, stožárů, antén a podobně před účinky atmosférické elektřiny a hlavně blesku. Jednoduchou bleskojistku tvoří dva silné vodiče, ohnuté do tvaru L, jejichž volné konce se od sebe vzdalují. Výboj vznikne v místě ohybu, kde jsou nejblíže, a posouvá se po volných koncích, až zhasne.

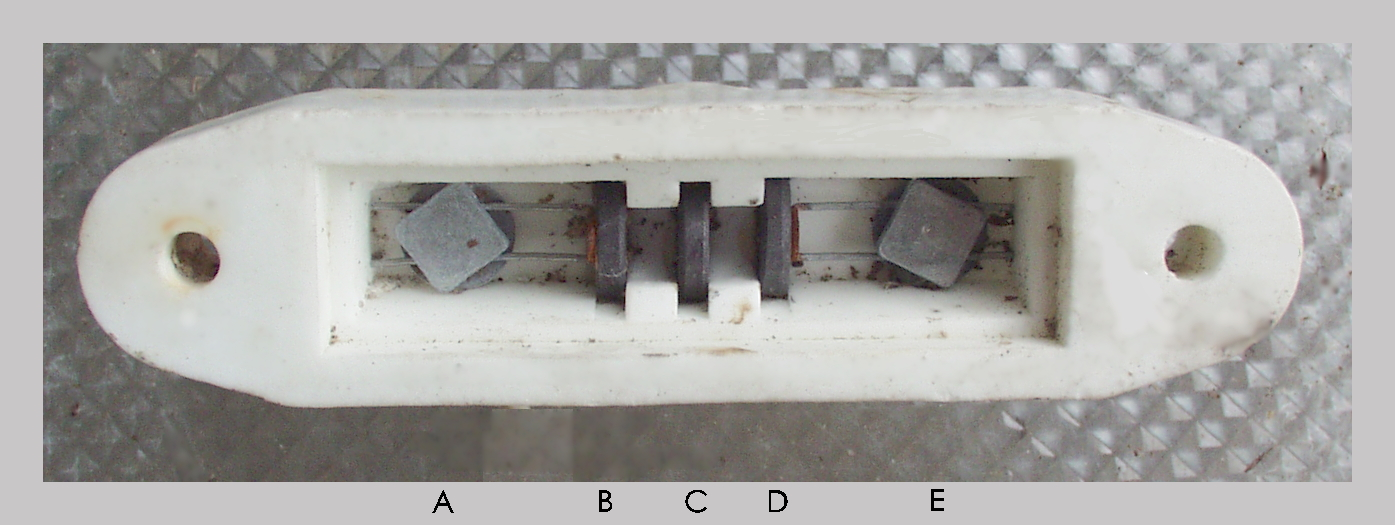
Vnitřní bleskojistka

## Vnitřní bleskojistka
Slouží k ochraně elektrických přístrojů před bleskem nebo velkým přepětím. U jednoduché bleskojistky na obrázku je kontakt E uzemněn, kontakt A spojen s chráněným vodičem, například anténou. Vysoké napětí blesku ionizuje vzduch mezi body B, C a D, takže odpor poklesne a energie blesku se svede do země. Uspořádání elektrod zajišťuje, že výboj opět zhasne.